# Vale argusvlinder
De vale argusvlinder (Lasiommata paramegaera) is een vlinder uit de onderfamilie Satyrinae van de familie Nymphalidae (aurelia's). De wetenschappelijke naam werd gepubliceerd in 1824 door Jacob Hübner.
De soort komt voor in Europa.